# Ivy Quainoo Tour
Die Ivy Quainoo Tour war die erste Deutschlandtournee der Sängerin Ivy Quainoo, die am 14. Mai 2012 in Lüneburg startete und am 8. Juni 2012 in Wolfhagen endete. Die Tour umfasste 11 Auftritte.

## Hintergrund
Nach der Finalshow von The Voice of Germany wurde bekannt gegeben, dass Ivy Quainoo bald auf Deutschlandtournee gehen werde. Am 10. März fing der Ticketverkauf an.
Für den 17. Mai war eigentlich ein Konzert in Leipzig geplant. Der Auftritt wurde später jedoch abgesagt. Außerdem wurde das Konzert für Wolfhagen auf den 8. Juni verschoben.

### Vorsänger
Außerdem wurde bekannt gegeben, dass Mic Donet, welcher auch bei The Voice of Germany teilnahm, Quainoo als Vorsänger bzw. Spezial-Gast begleiten wird.

## Setliste
Die Setliste der Ivy Quainoo Tour lautet wie folgt:
- Do You Like What U See
- Break Away
- You Got Me
- Shark in the Water
- Walk Man
- Soul Suckers
- Glass Houses
- Richest Girl
- Castles
- Pure
- Like a Star
- Hard to Handle
- Dream a Little Dream
- Hella Good
- Till I Get to You

Zugabe
- I Say a Little Prayer

## Tourdaten
| Europa       |                   |             |                        |
| 14. Mai 2012 | Lüneburg          | Deutschland | Vamos Kulturhalle      |
| 15. Mai 2012 | Hamburg           | Deutschland | Große Freiheit 36      |
| 18. Mai 2012 | Berlin            | Deutschland | Tempodrom              |
| 19. Mai 2012 | Bochum            | Deutschland | RuhrCongress           |
| 21. Mai 2012 | Köln              | Deutschland | E-Werk                 |
| 22. Mai 2012 | Hannover          | Deutschland | Capitol                |
| 23. Mai 2012 | Mannheim          | Deutschland | Mannheimer Rosengarten |
| 25. Mai 2012 | München           | Deutschland | Circus Krone           |
| 26. Mai 2012 | Stuttgart         | Deutschland | Liederhalle            |
| 27. Mai 2012 | Frankfurt am Main | Deutschland | Jahrhunderthalle       |
| 8. Juni 2012 | Wolfhagen         | Deutschland | Kulturzelt Wolfhagen   |